# Otoniel Fernandes Neto
Otoniel Fernandes Neto (Fortaleza, 1964), é um pintor e escritor brasileiro.

## Biografia
Apesar de nascido no Ceará, ainda bem novo mudou-se com a família para a capital do país em 1972; ali já em 1979 iniciou suas atividades artísticas, no atelier de Aluísio Santana e três anos depois realizava sua primeira exposição individual.
No ano de 1983 ingressou na UNB, onde cursou licenciatura em Artes Plásticas; realizou até 1995 muitas exposições individuais em várias partes do país, e a partir do ano seguinte passou a dedicar-se à produção temática, de forma exclusiva.
Em 1999 o artista percorreu o rio São Francisco, realizando setenta pinturas que renderam uma exposição que percorreu as cidades ribeirinhas e foi encerrada em Miami, além de um livro descritivo, um vídeo e ainda um CD em que o violonista Elson Fernandes efetuou o resgate de várias canções em domínio público.
No ano de 2005 realiza a exposição e publicação da obra "Teodoro Sampaio e a Chapada Diamantina", onde o artista reproduz suas pinturas que refazem o trajeto do engenheiro Teodoro Fernandes Sampaio no sertão baiano, fruto de quatro expedições que ele fizera entre os anos de 2003 e 2004.
Adepto da pintura ao ar livre, em suas palavras: “Inspiração é viver. Quando estou no sertão, na beira de um rio, de uma praia; embarcado numa canoa ou numa jangada; proseando com os velhos vaqueiros e pescadores, não me falta inspiração, na verdade, muitas vezes me falta o tempo...”.
Percorreu, entre 2005 e 2006, o rio Parnaíba, no Piauí, que também resultou em exposição e livro com o registro destas obras e da viagem.
Em 2008 registrou as paisagens dos rios Araguaia e Tocantins.

## Livros

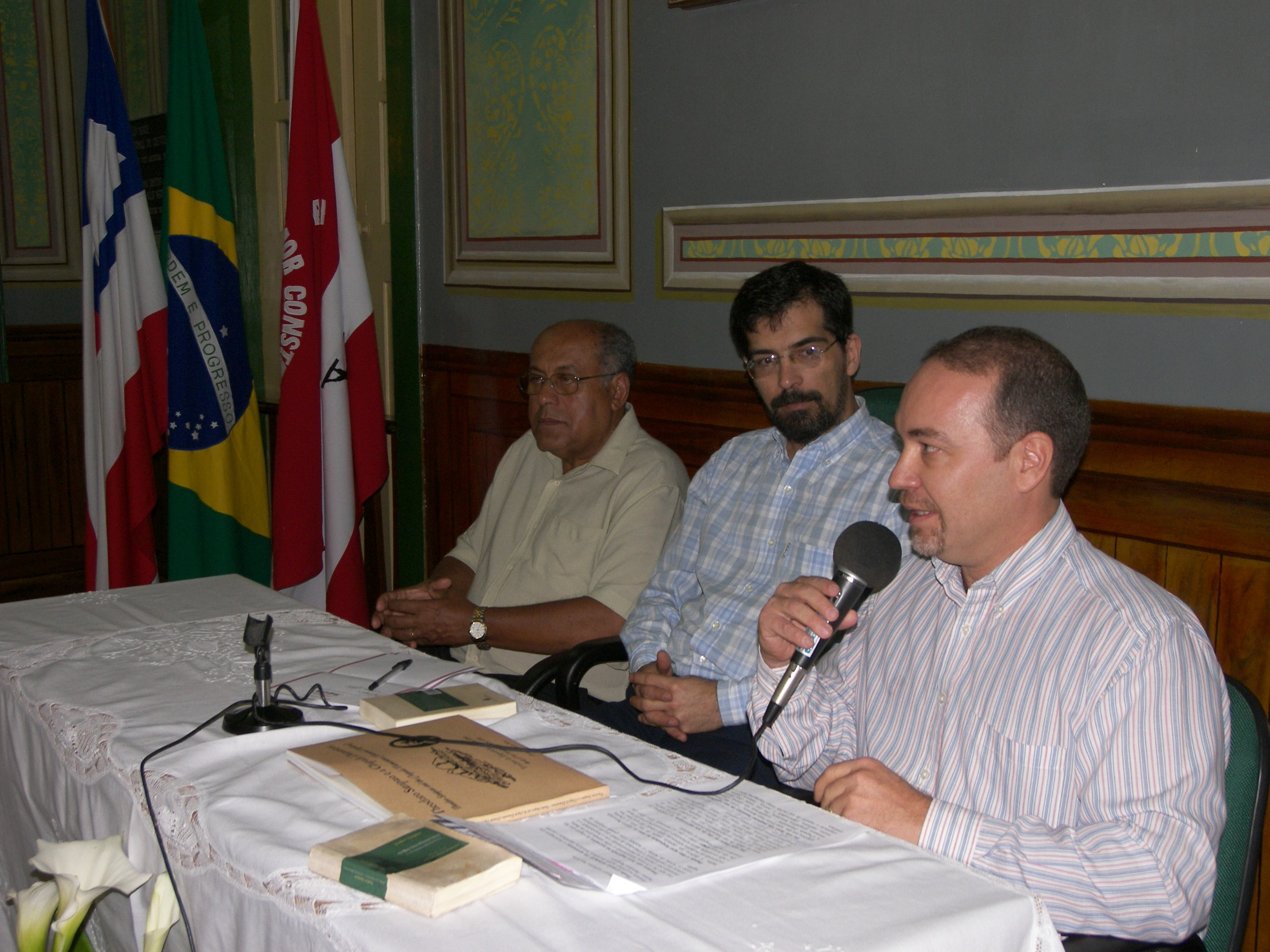
O artista no lançamento da obra "Teodoro Sampaio e a Chapada Diamantina", em Caetité.

Dentre os livros publicados pelo artista estão:
- Os Sertões: Fragmentos e Pinturas, Livraria Francisco Alves, 1997.
- Velho Chico, Uma Viagem Pictórica, 1999 (reeditado em 2003)
- Theodoro Sampaio e a Chapada Diamantina, Brasília, 2005.
- Impressões da Serra da Capivara, Fundação do Homem Americano.
- Viagem Pictórica pelo Rio Parnaíba, Fundação Banco do Brasil, 2006.
- Viagem Pitoresca pelo Rio Araguaia, 2009 (ISBN 9788500583431).
- Os Sertões, Impressões e Pinturas, Brasília, ed. do Autor, 2011
- Viagem Pitoresca pelo Litoral Cearense, ed. do Autor (bilíngue), 2011 (ISBN 9788590583448)
- Viagem Pitoresca pelo MADE (Museu Aberto do Descobrimento), Brasília, ed. do Autor (bilíngue), 2011
- Serra da Capivara — Paisagens, Somos, 2012.
- Velho Chico Ilustrado, Brasília, ed. do Autor, 2013
- Caboclo, marcas do tempo, retratos de uma vila, Brasília, ed. do Autor, 2014
- Chapada Diamantina: marcas do tempo, trechos de uma expedição, Brasília, ed. do Autor, 2015
- Impressões do Jalapão, projetos e pinturas, ed. do Autor (bilíngue), 2017
- Atelier ao ar livre no Jardim de Maitreya, ed. do Autor, Alto Paraíso de Goiás, 2022 (ISBN 9786500418231)

## Exposições
Algumas das exposições do pintor:
- Velho Chico, Uma Viagem Pictórica, 1999.[2]
- Rio Tocantins Ilustrado, 2012, Espaço Cultural José Gomes Sobrinho (Galeria Municipal de Artes ), Palmas.[4]
- Construtores do Brasil, 2012, Galeria do Salão Nobre da Câmara dos Deputados, Brasília.[4]
- Tocantins: a Mesopotâmia Brasileira, 2012, Galeria do Salão Nobre da Câmara dos Deputados, Brasília.[4]
- Os Sertões: Centenário da Guerra de Canudos, 50 obras no acervo permanente do museu da Casa Euclidiana, São José do Rio Pardo.[1]